# Centroglossa castellensis
Centroglossa castellensis är en orkidéart som beskrevs av Alexander Curt Brade. Centroglossa castellensis ingår i släktet Centroglossa och familjen orkidéer. Inga underarter finns listade i Catalogue of Life.